# قلعة سان فينسينزو
قلعة سان فينسينزو هي بلدية في مقاطعة إزرنية في منطقة مليزة بجنوب إيطاليا، وتقع على بعد حوالي 50 كيلومتر (31 ميل) غرب كمبباسة وحوالي 15 كيلومتر (9 ميل) شمال غرب إزرنية. يقع دير سان فينسينزو آل فولتورن في أراضيها. كما أنها موطن لبحيرة اصطناعية، تم إنشاؤها في الخمسينيات من القرن الماضي لمصنع لتوليد الطاقة الكهرومائية.
تقع البلدية على حدود البلديات التالية: سيرو آل فولتورنو، مونتينرو فال كوكيارا، بيتزوني، روكيتا أ فولتورنو، سان بياجيو ساراسينيسكو.